# EVGA Corporation
EVGA Corporation é uma companhia de produtos de informática que produz principalmente placas de vídeo e placas-mãe. Fundada em julho de 1999, sua sede está localizada em Brea, no estado da Califórnia.

## Produtos
Os produtos da EVGA incluem, placas de vídeo, baseadas nas GPU da nVidia, e placas-mãe. Contém cartões gráficos surpreendentes, e um dos seus principais componentes mais elaborados foram a placa mãe SR-2 - placa mãe MOBO, um tipo de placa mãe que suporta 2 processadores (2x Xeon quad core 3,33 GHz), 4x PCI-EXPRESS 16, 1x PCI-EXPRESS 1, além dos seus 64 GB de memória ram, compativeis com DDR-3 1333 MHz, e dentre outras tecnologias, como: 6GBs sata e USB 3.0.
Até hoje, não há uma sede no Brasil, mas há revendedores pelo Brasil a fora.